# Élections municipales de 1935 en Ille-et-Vilaine
Les élections municipales de 1935 en Ille-et-Vilaine ont lieu les 5 et 12 mai 1935, dans une période marquée par la crise économique (Grande Dépression) et politique (formation du Front populaire). 
Ce sont les dernières élections municipales avant la Seconde Guerre mondiale. Les suivantes auront lieu en 1945. Les maires élus en 1935 seront soit maintenus par le régime de Vichy, soit révoqués et remplacés par un maire nommé par le gouvernement ou par le préfet.

## Contexte politique
Le gouvernement français est alors dirigé par Pierre-Étienne Flandin (depuis le 8 novembre 1934 et jusqu'au 1er juin 1935), de l'Alliance démocratique, parti de centre droit allié aux radicaux (Édouard Herriot), aux radicaux indépendants et à la Fédération républicaine (Louis Marin). Ce gouvernement (Flandin I) inclut d'autres personnalités notables, comme Pierre Laval et Georges Mandel, tous deux classés divers droite.

## Maires sortants et maires élus (14 communes)
| Commune              | Population | Maire sortant           | Parti | Parti     | Maire élu               | Parti | Parti     |
| -------------------- | ---------- | ----------------------- | ----- | --------- | ----------------------- | ----- | --------- |
| Bain-de-Bretagne     | 4 044      | Jules Jouin             |       | Rad. ind. | Jules Jouin             |       | Rad. ind. |
| Cancale              | 6 029      | Noël Royer              |       | Répub.    | Noël Royer              |       | Répub.    |
| Combourg             | 4 590      | Émile Bohuon            |       | Rad.ind.  | Émile Bohuon            |       | Rad.ind.  |
| Dinard               | 9 090      | Lucien Kester           |       | Répub.    | Lucien Kester           |       | Répub.    |
| Dol-de-Bretagne      | 4 473      | Victor Compagnon        |       | Répub.    | Victor Compagnon        |       | Répub.    |
| Fougères             | 21 033     | Henri Rebuffé           |       | Rad.soc.  | Henri Rebuffé           |       | Rad.soc.  |
| Janzé                | 4 087      | Léon Thébault           |       | Rad.ind.  | Léon Thébault           |       | Rad.ind.  |
| Paramé               | 6 837      | Paul Turpin             |       | Rad.soc.  | Paul Turpin             |       | Rad.soc.  |
| Pleurtuit            | 3 722      | Jean Guénanen           |       | Rép.G     | Jean Ferré              |       | UN        |
| Redon                | 6 698      | Jules Cahour            |       | Rad.soc.  | Paul Richer             |       | UN        |
| Rennes               | 88 659     | Jean Lemaistre          |       | Rad.      | François Château        |       | Rad.      |
| Saint-Malo           | 12 864     | Alphonse Gasnier-Duparc |       | Rad.soc.  | Alphonse Gasnier-Duparc |       | Rad.soc.  |
| Saint-Servan-sur-Mer | 12 693     | Guy La Chambre          |       | Rad.      | Guy La Chambre          |       | Rad.      |
| Vitré                | 8 212      | Émile Ruellot           |       | UN        | Émile Ruellot           |       | UN        |